# HD80886
HD80886 — хімічно пекулярна зоря спектрального класу A3, що має видиму зоряну величину в смузі V приблизно  9,3.
Вона  розташована на відстані близько 908,5 світлових років від Сонця.